# 34A busz (Szolnok)
A szolnoki 34A busz a Hild Viktor utca és a cukorgyári lakótelep között közlekedik. A vonalat a Volánbusz üzemelteti.

## Története
A járat 1989-ben indult, mivel ekkor a cukorgyár adta a munkalehetőséget javarészt a fiatalok körében. Kezdetben ugyanolyan menetrend szerint járt, mint az alapjárat.  2007-ben, miután bezárt a cukorgyár, jelentősen visszaesett a kihasználtsága, ezért új menetrendet vezettek be rajta, ami mind a mai napig változatlan.

## Közlekedése
Munkanapokon közlekedik, irányonként 6 indulással. 

### Járművek
A vonalon csak midibusz közlekedik. 

## Megállóhely
- Hild Viktor utca (induló és érkező állomás)
- Lovas István u.
- Aranyi Sándor u.
- Malom u.
- Városi Kollégium
- Mentőállomás
- Szántó krt.
- Mikes u.
- Interspar
- Jubileum tér
- Bajcsy-Zsilinszky u.
- Bán utca
- Temető
- Logisztikai Park
- Megyei Kórház
- Cukorgyári lakótelep (induló és érkező állomás)

A menetidő mindkét irányban 22 perc.